# 린메이슈
린메이슈(林美秀, Lin Mei-hsiu, 1967년 6월 6일 ~ )는 중화민국의 배우이다.
뤄둥진에서 태어났다.

## 방송
- 명중주정아애니
- 하일참행복
- 연애의 조건
- 심정밀마
- 포말지하

## 영화
- 용감설출아애니 (2014년)
- 요리대전 (2013년)
- 친애적내내 (2013년)
- 이별계약 (2013년)
- 베이스볼러브 (2012년)
- 절대달령 (2011년)
- 진심청안양차령 (2011년)
- 박매춘천 (2010년)
- 로서적완결편 (2009년)
- 대아거원방 (2009년)
- 청설 (2009년) - 티엔커 엄마 역
- 하천협주곡 (2008년)
- 국사무쌍 (2006년)
- 심령지가 (2006년)
- 흑구래료 (2003년)